# TJB 뉴스 (1020)
《TJB 뉴스 (1020)》는 TJB TV에서 매주 평일 오전 10시 20분에 방송 중인 대전 세종 충남 지역 뉴스 프로그램이다.

## 방송 시간
| 방송 채널 | 방송 기간                           | 방송 시간                                        |
| --------- | ----------------------------------- | ------------------------------------------------ |
| TJB       | 1995년 5월 15일 ~ 1996년 3월 2일    | 월요일 ~ 토요일 오전 9시 50분 ~ 10시 (10분)      |
| TJB       | 1996년 3월 4일 ~ 1996년 10월 12일   | 월요일 ~ 토요일 오전 10시 ~ 10시 10분 (10분)     |
| TJB       | 1996년 10월 14일 ~ 1997년 3월 1일   | 월요일 ~ 토요일 오전 10시 10분 ~ 10시 15분 (5분) |
| TJB       | 1997년 3월 3일 ~ 1997년 4월 19일    | 월요일 ~ 토요일 오전 9시 5분 ~ 9시 10분 (5분)    |
| TJB       | 1997년 4월 21일 ~ 1997년 5월 17일   | 월요일 ~ 토요일 오전 9시 5분 ~ 9시 15분 (10분)   |
| TJB       | 1997년 6월 30일 ~ 1997년 10월 25일  | 월요일 ~ 토요일 오전 9시 5분 ~ 9시 15분 (10분)   |
| TJB       | 1998년 1월 5일 ~ 1998년 4월 4일     | 월요일 ~ 토요일 오전 9시 5분 ~ 9시 15분 (10분)   |
| TJB       | 1997년 5월 19일 ~ 1997년 6월 28일   | 월요일 ~ 토요일 오전 9시 ~ 9시 10분 (10분)       |
| TJB       | 1997년 10월 27일 ~ 1998년 1월 3일   | 월요일 ~ 토요일 오전 9시 15분 ~ 9시 25분 (10분)  |
| TJB       | 1998년 4월 6일 ~ 2003년 10월 31일   | 평일 오전 10시 50분 ~ 11시 (10분)                |
| TJB       | 2016년 2월 15일 ~ 2019년 2월 15일   | 평일 오전 10시 50분 ~ 11시 (10분)                |
| TJB       | 2003년 11월 3일 ~ 2005년 4월 22일   | 평일 오전 10시 50분 ~ 11시 10분 (20분)           |
| TJB       | 2015년 11월 23일 ~ 2016년 2월 12일  | 평일 오전 10시 50분 ~ 11시 10분 (20분)           |
| TJB       | 2005년 4월 25일 ~ 2006년 3월 24일   | 평일 오전 11시 10분 ~ 11시 30분 (20분)           |
| TJB       | 2014년 10월 27일 ~ 2015년 11월 20일 | 평일 오전 11시 10분 ~ 11시 30분 (20분)           |
| TJB       | 2006년 3월 27일 ~ 2008년 1월 11일   | 평일 오전 11시 40분 ~ 낮 12시 (20분)             |
| TJB       | 2014년 9월 1일 ~ 2014년 10월 24일   | 평일 오전 11시 40분 ~ 낮 12시 (20분)             |
| TJB       | 2008년 1월 14일 ~ 2008년 11월 28일  | 평일 낮 12시 5분 ~ 12시 25분 (20분)              |
| TJB       | 2008년 12월 1일 ~ 2009년 4월 24일   | 평일 낮 12시 10분 ~ 12시 30분 (20분)             |
| TJB       | 2009년 10월 5일 ~ 2014년 8월 29일   | 평일 낮 12시 10분 ~ 12시 30분 (20분)             |
| TJB       | 2009년 4월 27일 ~ 2009년 10월 1일   | 평일 낮 12시 40분 ~ 오후 1시 (20분)              |
| TJB       | 2019년 2월 18일 ~ 현재              | 평일 오전 10시 20분 ~ 10시 30분 (10분)           |

## 앵커
| 대수 | 진행자             | 진행 기간                           | 비고                       |
| ---- | ------------------ | ----------------------------------- | -------------------------- |
| 1대  | 이광성 아나운서    | 일자 미상 ~ 일자 미상               |                            |
| 2대  | 최승희 아나운서    | 일자 미상 ~ 일자 미상               |                            |
| 3대  | 안현준 아나운서    | 일자 미상 ~ 일자 미상               |                            |
| 4대  | 송혜민 아나운서    | 일자 미상 ~ 일자 미상               |                            |
| 5대  | 김현지 前 아나운서 | 일자 미상 ~ 일자 미상               |                            |
| 6대  | 송유라 前 아나운서 | 일자 미상 ~ 일자 미상               |                            |
| 7대  | 정성욱 아나운서    | 일자 미상 ~ 2021년 4월 16일         |                            |
| 8대  | 최승희 아나운서    | 2021년 4월 19일 ~ 2021년 4월 20일   | [ 2 ]                      |
| 8대  | 정성욱 아나운서    | 2021년 4월 23일 ~ 2021년 11월 12일  | [ 2 ]                      |
| 9대  | 최승희 아나운서    | 2021년 11월 15일 ~ 2021년 11월 30일 | [ 3 ]                      |
| 10대 | 이보현 아나운서    | 2021년 12월 3일 ~ 2022년 2월 18일   | [ 4 ]                      |
| 11대 | 이은수 아나운서    | 2022년 2월 21일 ~ 2023년 3월 24일   |                            |
| 12대 | 오주호 前 아나운서 | 2023년 3월 27일 ~ 2024년 4월 26일   |                            |
| 13대 | 강병주 아나운서    | 2024년 4월 29일 ~ 2024년 7월 12일   | [ 6 ] [ 7 ] [ 8 ]          |
| 14대 | 박세종 아나운서    | 2024년 7월 15일 ~ 2025년 3월 21일   | [ 9 ] [ 10 ] [ 11 ] [ 12 ] |
| 15대 | 유지수 아나운서    | 2025년 3월 24일 ~ 2025년 6월 4일    | [ 13 ] [ 14 ]              |
| 16대 | 김수영 아나운서    | 2025년 6월 9일 ~ 현재               | [ 15 ]                     |

## 타이틀 변천사
현재 타이틀은 1995년 5월 15일을 기준으로 한다.
| 기수 | 프로그램 타이틀 | 방송 기간              |
| ---- | --------------- | ---------------------- |
| 1기  | TJB 뉴스        | 1995년 5월 15일 ~ 현재 |

## 결방
- 2024년 2월 12일 : SBS TV 《설날 특집 골 때리는 그녀들, 골림픽 (1부) (재방송)》 편성으로 인해 결방
- 2024년 2월 20일 : SBS TV 《중계 방송 국회 교섭 단체 대표 연설 - 더불어민주당》 편성으로 인해 결방
- 2024년 2월 21일 : SBS TV 《중계 방송 국회 교섭 단체 대표 연설 - 국민의힘》 편성으로 인해 결방
- 2024년 2월 22일 : SBS TV 《중계 방송 제22대 국회의원 선거 공직 선거 정책 토론회》 편성으로 인해 결방

## 경쟁 프로그램
- KBS 뉴스 930 대전·세종·충남 (KBS 대전 1TV)